# Пшиходы (Люблинское воеводство)
Пшиходы (пол. Przychody) — деревня в Бяльском повете Люблинского воеводства Польши. Входит в состав гмины Мендзыжец-Подляски. По данным переписи 2011 года, в деревне проживал 501 человек.

## География
Деревня расположена на востоке Польши, на левом берегу реки Кшны-Полуднёвы, на расстоянии приблизительно 34 километров к западу-юго-западу(WSW) от города Бяла-Подляска, административного центра повета. Абсолютная высота — 150 метров над уровнем моря. К северу от населённого пункта проходит региональная автодорога 806.

## История
По данным на 1827 год имелось 40 дворов и проживал 177 человека. Согласно «Справочной книжке Седлецкой губернии на 1875 год» деревня входила в состав гмины Мисе Радинского уезда Седлецкой губернии.
В 1975—1998 годах деревня входила в состав Бяльскоподляского воеводства.

## Население
Демографическая структура по состоянию на 31 марта 2011 года:
|         | Всего | До трудоспособного возраста | Трудоспособного возраста | Старше трудоспособного возраста |
| ------- | ----- | --------------------------- | ------------------------ | ------------------------------- |
| Мужчины | 243   | 46                          | 166                      | 31                              |
| Женщины | 258   | 64                          | 142                      | 52                              |
| Всего   | 501   | 110                         | 308                      | 83                              |